# Ilva Mare, Bistrița-Năsăud
Ilva Mare (maghiară Nagyilva, germană Grossilwa) este satul de reședință al comunei cu același nume din județul Bistrița-Năsăud, Transilvania, România.

## Așezare
Localitatea Ilva Mare se află în nord-estul județului  Bistrița-Năsăud, fiind situată pe cursul superior al râului Ilva, în partea centrală a Munților Bârgăului.
Localitățile limitrofe sunt:
- Șanț, spre nord-est,
- Rodna, spre nord-vest,
- Leșu, spre sud, reședința comunei cu același nume
- Lunca Ilvei, spre est,
- Măgura Ilvei, spre vest.

Accesul se face pe drumul național DN17D, sau pe calea ferată Cluj-Napoca-Iași.

## Relief, climă
Altudinea variază între 600 m și 1457 m (Vârful Miler din Muntele Cornii), relieful fiind predominant vulcanic. Temperatura medie anuală este de 4-6 °C.

## Istoric
Lucrarea „Cronica Scurtă”, publicată de către preotul Grigore Gălan în anul 1840, afirmă că în anul 1710 a fost ridicată prima biserică din Ilva Mare, punct central al unei comunități care număra 60-70 de familii.
În 1762 Ilva Mare a fost declarată unitate administrativ-teritorială de sine stătătoare, odată cu militarizarea zonei de graniță a Monarhiei Habsburgice, prin formarea Regimentului de Infanterie Năsăudean. Militarizarea a fost ușor acceptată de către populația locală, deoarece în acest mod se evita încercarea de preluare a pământurilor și iobagizarea de către conducerea orașului Bistrița. Regimentul de graniță năsăudean a funționat între anii 1762-1851, perioadă în care ilvenii au participat la numeroase bătălii ale Monarhiei Habsburgice.